# Manoir de Pennéro
Le manoir de Pennéro est un édifice situé à l'Île-d'Arz en France.

## Localisation
Le manoir est situé sur le territoire de la commune de l'Île-d'Arz, au lieu-dit Pennéro, dans le département du Morbihan en région Bretagne.

## Description
Le manoir date des XVIe et XVIIe siècles. Édifice à un étage carré, comble à surcroît, élévation à travées, construit en pierre de taille de granite. Toiture à longs pans à pignon découvert.

## Historique
Maison en forme de manoir, datant des années 1600 : il peut s'agir d'une métairie du prieuré saint Georges (qui possédait la moitié nord de l'île) ou de la maison priorale de ce même prieuré. Fenêtre sud agrandie au rez-de-chaussée à la fin du XIXe siècle pour procurer de la lumière aux fins de l'industrie dentellière alors pratiquée sur l'île.
Le manoir est inscrit à l'inventaire général du patrimoine culturel.